# Neopodomyia oralis
Neopodomyia oralis là một loài ruồi trong họ Tachinidae.